# Jeanne la maudite
Pour plus de détails, voir Fiche technique et Distribution.
Jeanne la maudite est un film muet français réalisé par Georges Denola, sorti en 1913.

## Fiche technique
- Titre : Jeanne la maudite
- Réalisation : Georges Denola
- Scénario : d’après la pièce d'Anatole Marquet et Armand Delbès (1867)
- Photographie :
- Montage :
- Société de production : Société cinématographique des auteurs et gens de lettres (S.C.A.G.L.)
- Société de distribution : Pathé frères
- Pays de production :  France
- Langue : français
- Métrage : 910 mètres
- Format : Noir et blanc — 35 mm — 1,33:1 — Muet
- Genre : Film dramatique
- Durée : 30 minutes
- Dates de sortie : 
  - France : 28 septembre 1913

## Distribution
- Rachel Bérendt : Jeanne
- Jean Jacquinet : Jean Gauthier
- Charles Mosnier : Le père Bourdier
- Henri Rollan : Gaston Bourdier
- Félix Gandéra : Éloi
- Renée Pré : Jeanne, enfant
- Maria Fromet : Éloi enfant